# Звіробій плямистий
Звіробій плямистий (Hypericum maculatum) — вид трав'янистих рослих родини Clusiaceae, який зростає майже у всій Європі й у Сибіру. Етимологія: лат. maculatus — «плямистий».

## Опис
Коротко кореневищна багаторічна трава 30–60(80) см. Стебла жорсткі, діаметром від 1.5 до 3.5 мм, чотирикутні, порожнисті, голі, при основі деревні, верхні частини рідко розгалужені. Листки супротивні, безчерешкові, 10–40 × 6–19 мм, широко еліптичні, круглі, голі, краї плоскі. Суцвіття вільні. Квіти звичайні, 2–3 см в ширину. Пелюсток 5, золотисто-жовті з чорними крапками, 9–12(14) мм. Чашолистків 5, тупі, з цілими краями й чорними крапками, яйцювато-еліптичні, (3)3.5–5 мм. Тичинки численні, завдовжки з пелюстки. Плоди — коричневі, досить круглі, 3-частинні капсули, 7–10 мм. Насіння 0.7–0.9 мм темно-коричневого кольору. 2n=16.

## Поширення
Європа: Білорусь, Естонія, Латвія, Литва, Російська Федерація, Україна, Австрія, Бельгія, Чехія, Німеччина, Угорщина, Нідерланди, Польща, Словаччина, Швейцарія, Данія, Фарерські острови, Фінляндія, Норвегія, Швеція, Велика Британія, Боснія і Герцеговина, Болгарія, Хорватія, Греція, Італія, Македонія, Чорногорія, Румунія, Сербія, Словенія, Андорра, Франція, Іспанія; Азія: Сибір. Росте від рівня моря до висот 2600 метрів. Інтродукція: Канада — Британська Колумбія. Населяє молоді луки, пасовища, вологі затінені місця, краї лісу, світлі, вологі листяні й хвойні ліси, узбіччя доріг і залізничних шляхів, канави.
В Україні зростає на луках, в чагарниках, на узліссях і галявинах у змішаних лісах — у Карпатах, на Поліссі, у Лісостепу, досить звичайна; у Степу, дуже рідко (Луганська обл., с. Кремінне).

## Використання
Вважається лікарською рослиною.

## Галерея

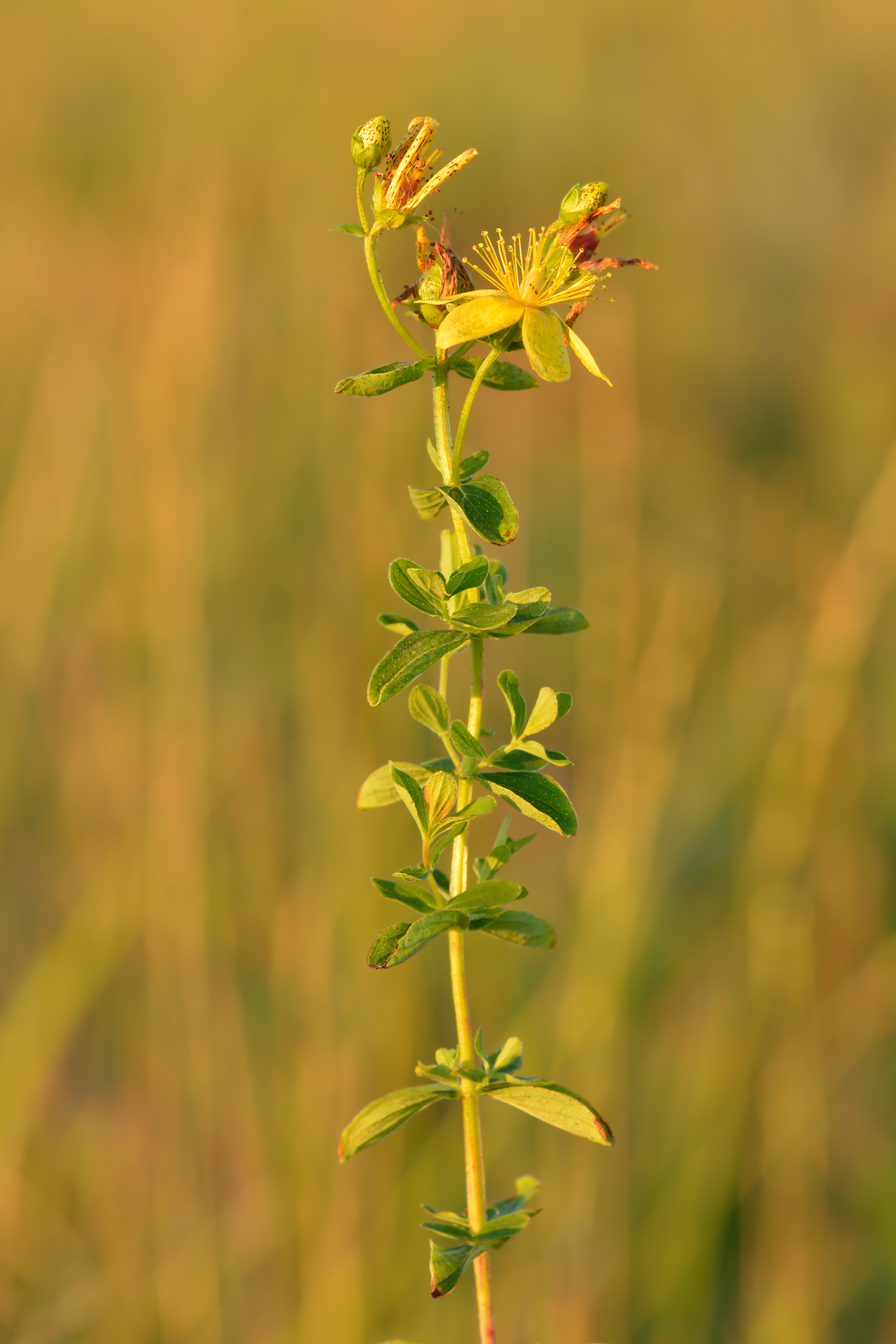
стебло
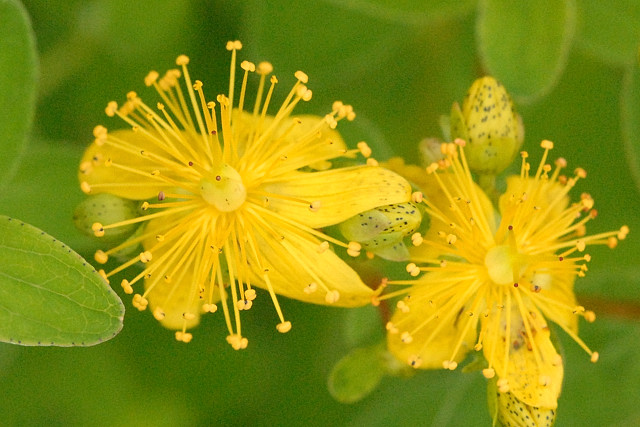
квіти
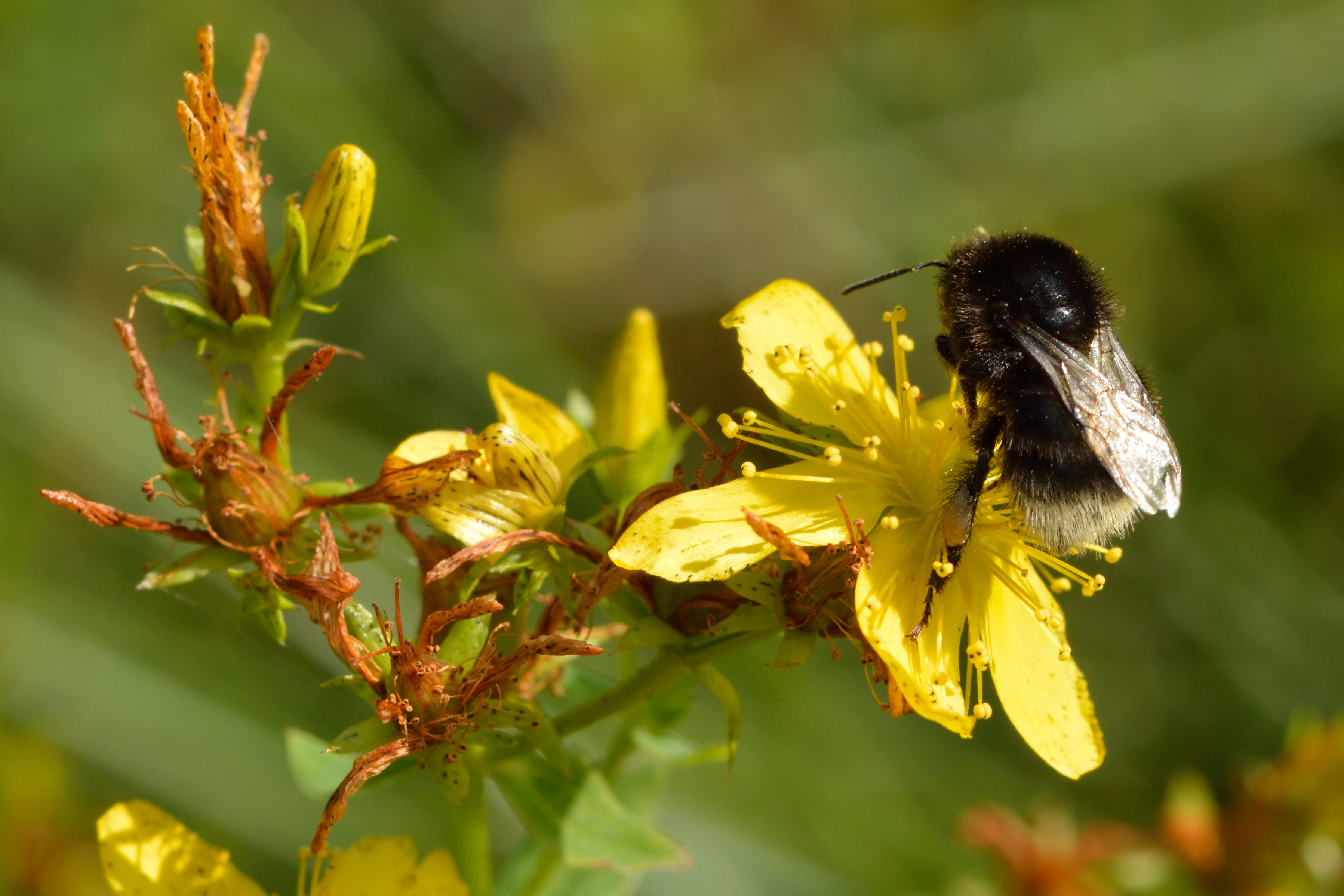
запилення Bombus soroeensis
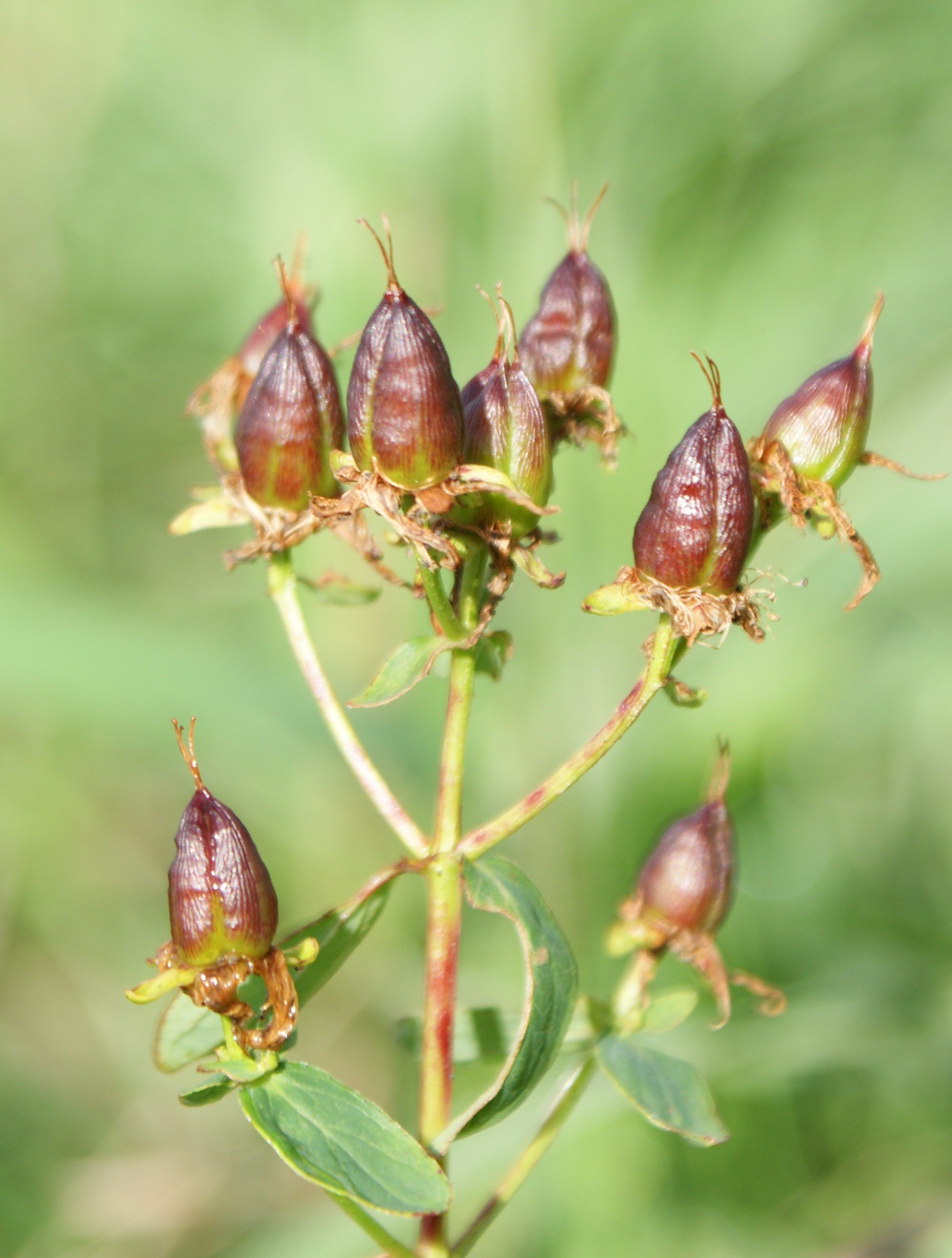
плоди
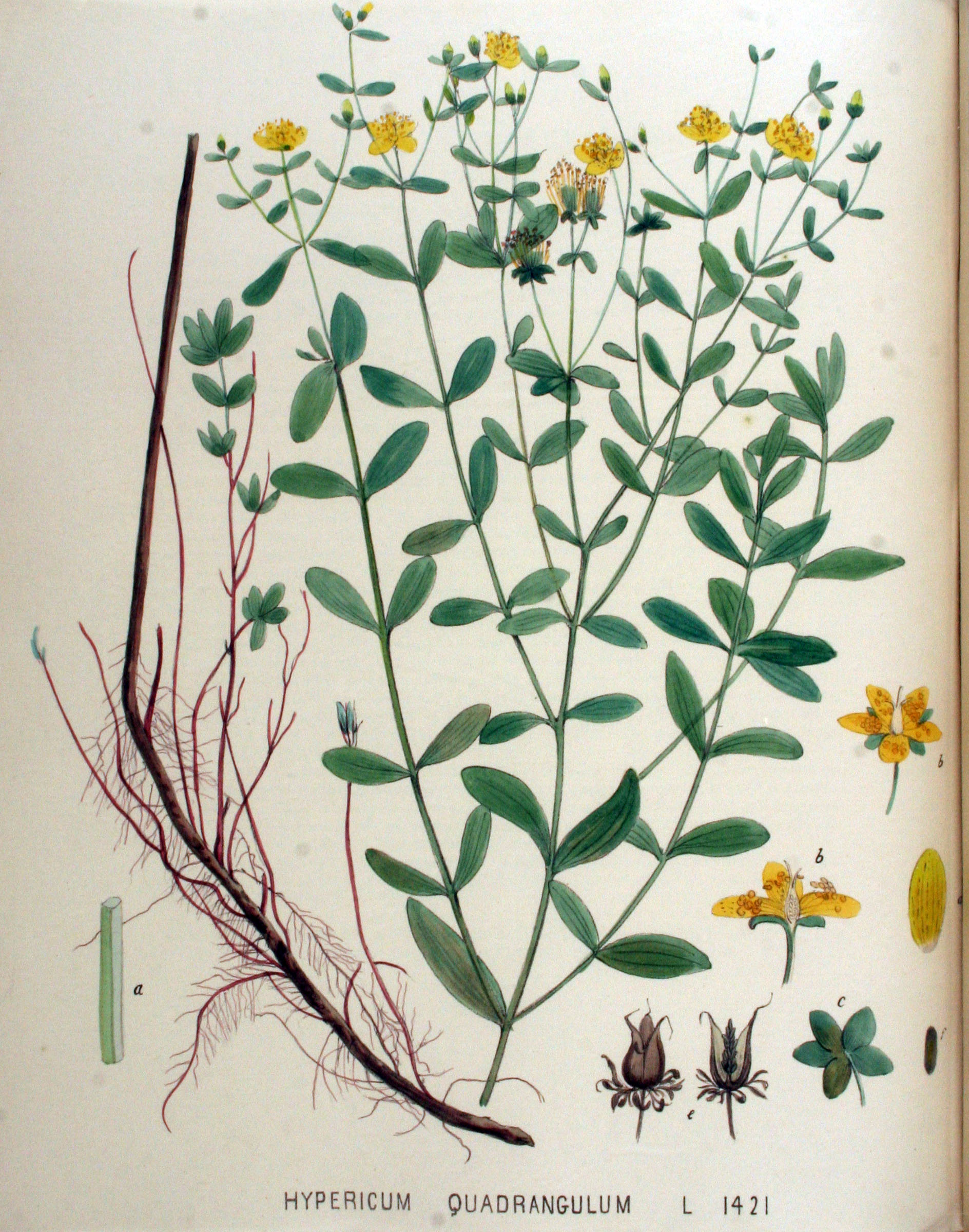
ілюстрація